# Sutter County
Sutter County ist ein County im Bundesstaat Kalifornien. Der Verwaltungssitz (County Seat) ist Yuba City.

## Geographie
Das Sutter County liegt entlang des Sacramento River im California Central Valley nördlich von Sacramento im mittleren Nordwesten von Kalifornien und grenzt im Uhrzeigersinn an die Countys: Butte County, Yuba County, Placer County, Sacramento County, Yolo County und Colusa County.

## Geschichte

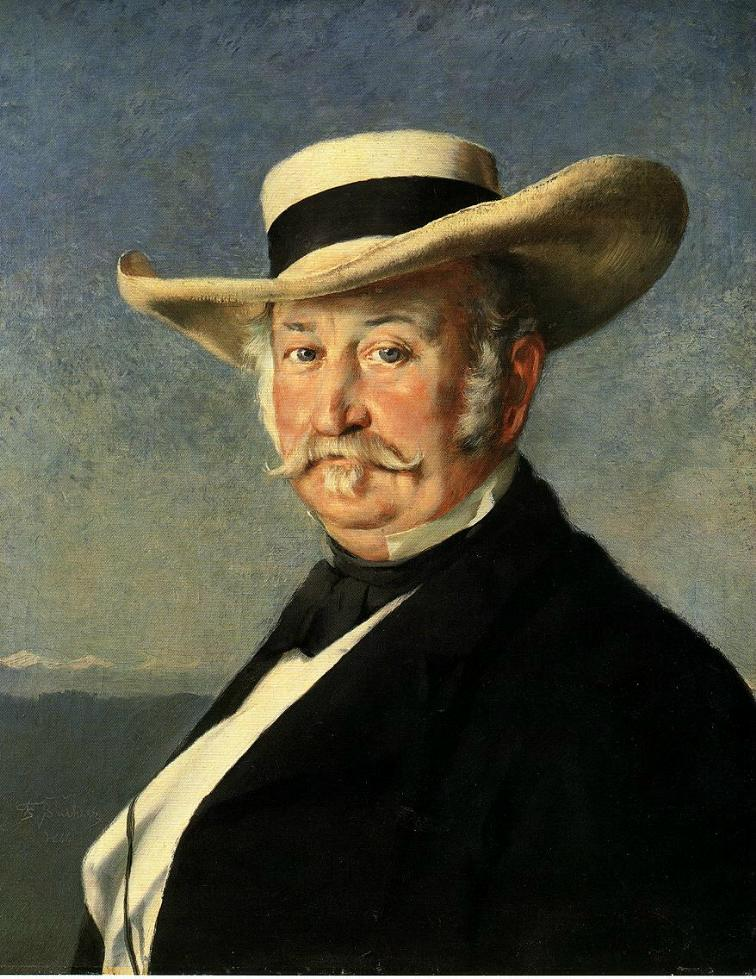
Johann August Sutter

Sutter County war 1850 eines der Gründungscountys in Kalifornien. Teile davon wurden 1851 an Placer County abgetreten.
Benannt wurde Sutter County nach General Johann August Sutter, einem Siedler mit Schweizer Abstammung, der von der mexikanischen Regierung großflächigen Grundbesitz zugesprochen erhielt und seine erste Siedlung New Helvetia nannte (das heutige Sacramento). 1841 errichtete der General auf diesem Gebiet eine große Ranch (Hock Farm), auf die er sich 1850 verarmt zurückzog, als ihn Goldsucher während des Goldrausches seiner Grundbesitze beraubten.
Am 14. März 1961 verlor ein B-52-Bomber mit Kernwaffen an Bord den Kabinendruck und musste auf 3000 m Höhe heruntergehen. Durch den erhöhten Kraftstoffverbrauch erreichte er sein Ziel nicht mehr und machte bei Yuba City eine Bruchlandung, wobei das Flugzeug und die zwei Bomben zerschellten. Die Serie solcher Vorfälle bewog den US-Präsidenten John F. Kennedy während des Kalten Kriegs, die Sicherheitsverriegelungen der Bomben verbessern zu lassen.
Einziger Eintrag des Countys im National Register of Historic Places ist der Live Oak Historic Commercial District.

## Demografische Daten

Alterspyramide des Sutter Countys

Nach der Volkszählung im Jahr 2000 lebten im Sutter County 78.930 Menschen. Es gab 27.033 Haushalte und 19.950 Familien. Die Bevölkerungsdichte betrug 51 Einwohner pro Quadratkilometer. Ethnisch betrachtet setzte sich die Bevölkerung zusammen aus 67,52 % Weißen, 1,91 % Afroamerikanern, 1,55 % amerikanischen Ureinwohnern, 11,26 % Asiaten, 0,20 % Bewohnern aus dem pazifischen Inselraum und 12,96 % aus anderen ethnischen Gruppen; 4,60 % stammten von zwei oder mehr ethnischen Gruppen ab. 22,21 % der Bevölkerung waren spanischer oder lateinamerikanischer Abstammung.
Von den 27.033 Haushalten hatten 37,90 % Kinder und Jugendliche unter 18 Jahre, die bei ihnen lebten. 57,00 % waren verheiratete, zusammenlebende Paare, 11,70 % waren allein erziehende Mütter. 26,20 % waren keine Familien. 21,20 % waren Singlehaushalte und in 8,60 % lebten Menschen im Alter von 65 Jahren oder darüber. Die Durchschnittshaushaltsgröße betrug 2,87 und die durchschnittliche Familiengröße lag bei 3,35 Personen.
Auf das gesamte County bezogen setzte sich die Bevölkerung zusammen aus 29,00 % Einwohnern unter 18 Jahren, 9,20 % zwischen 18 und 24 Jahren, 28,20 % zwischen 25 und 44 Jahren, 21,30 % zwischen 45 und 64 Jahren und 12,40 % waren 65 Jahre alt oder darüber. Das Durchschnittsalter betrug 34 Jahre. Auf 100 weibliche Personen kamen 98,00 männliche Personen, auf 100 Frauen im Alter ab 18 Jahren kamen statistisch 94,30 Männer.
Das jährliche Durchschnittseinkommen eines Haushalts betrug 38.375 USD, das Durchschnittseinkommen der Familien betrug 44.330 USD. Männer hatten ein Durchschnittseinkommen von 35.723 USD, Frauen 25.778 USD. Das Prokopfeinkommen betrug 17.428 USD. 15,50 % Prozent der Bevölkerung und 12,10 % der Familien lebten unterhalb der Armutsgrenze. 21,30 % davon waren unter 18 Jahre und 7,70 % waren 65 Jahre oder älter.

## Orte im County

### Citys
- Live Oak
- Yuba City

### CDPs
- East Nicolaus
- Meridian
- Nicolaus
- Rio Oso
- Robbins
- Sutter
- Trowbridge

### Ehemaliger CDP
- South Yuba City